# Костьяново (Вологодская область)
Костьяново — деревня в Устюженском районе Вологодской области.
Входит в состав Никольского сельского поселения, с точки зрения административно-территориального деления — в Никольский сельсовет.
Расстояние по автодороге до районного центра Устюжны — 40 км, до центра муниципального образования деревни Никола — 8 км. Ближайшие населённые пункты — Анашкино, Бронино, Емельяниха.
Население по данным переписи 2002 года — 2 человека.